# St. Johannes der Täufer (Mönchberg)
| Kirche St. Johannes der Täufer Mönchberg | Kirche St. Johannes der Täufer Mönchberg |
| ---------------------------------------- | ---------------------------------------- |
| Turm der Kirche                          |                                          |
| Fläche                                   | 615 Quadratmeter                         |
| Länge                                    | 37 Meter                                 |
| Breite                                   | 13,8 Meter                               |
| Höhe Turm                                | 49 Meter                                 |
| Höhe Längsschiff                         | 11,35 Meter                              |
| Sockeldicke                              | 1,30 Meter                               |
| Mauerdicke                               | 1,06 Meter                               |
| Mauerdicke Turm                          | 1,70 Meter                               |
| Spannweite Decke                         | 11,50 Meter                              |
| Sitzplätze Längsschiff                   | 36 × 6 (= 216)                           |
| Anzahl Glocken                           | 4                                        |

Die Kirche St. Johannes der Täufer in Mönchberg ist ein barockes Kirchengebäude im Markt Mönchberg im unterfränkischen Landkreis Miltenberg in Bayern.

## Geschichte
Mit dem Namen Manno Gebur, dem Ursprung des Namensbestandteiles Mönch des Ortsnamens ist das Gebäude des Manno, des ersten Besitzers der Poststation gemeint, die den Ursprung von Mönchberg bildete. Die dort gegründete Burg Mennegebühr wird erstmals in einer Urkunde im Jahr 1215 erwähnt und der gleichnamige Ort 1250. 1401 hatte Mönchberg bereits eine eigene Pfarrei mit einer eigenen Kirche und eine dem Heiligen Wendelin geweihten Kapelle, die etwa einen Kilometer von der Hauptkirche entfernt war. Neben dem Pfarrer gab es einen Hilfspriester für die Seelsorge. Die Bewohner der Burg hatten einen eigenen Frühmessner und einen Frühmessnergarten. An der Hauptstraße steht einer der ältesten Bildstöcke am Untermain. Dieser wird auf die Mitte des 15. Jahrhunderts datiert und enthält im Schaft eine Darstellung des Heiligen Martin von Tours, was darauf hindeutet, dass Mönchberg zu der Urpfarrei St. Martin in Wörth gehörte.

### Die alte Kirche und die Josephskapelle
Die erste Kirche stand auf dem Gelände der heutigen Kirche und war ebenfalls Johannes dem Täufer geweiht. Bereits diese Kirche hatte wie auch die neue Kirche der Muttergottes und dem Heiligen Wendelin geweihte Nebenaltäre. Das Türmchen besaß drei Glocken und eine Turmuhr. Der Friedhof befand sich, wie damals allgemein üblich, rund um die Kirche. Hinter der Kirche befand sich ein Beinhaus, das bereits 1702 abgebrochen wurde, um Platz für eine dem Heiligen Joseph geweihte Kapelle zu machen, die bis 1748 stand.

### Die neue Kirche
1744 wurde die bereits zweite kleine Wendelinuskapelle von 1676 durch einen Neubau des Baumeisters Johann Martin Schmitt aus Miltenberg ersetzt. Dieser Bau befindet sich an der Straße nach Schmachtenberg, wo sich die Wege nach Schmachtenberg, Röllbach, Eschau, Mechenhard und Erlenbach kreuzen. Die Wendelinuskapelle war ein Meilenstein zum Neubau der Kirche, der schließlich 1748 begonnen wurde. Die alte Kirche und die Josephskapelle wurden abgebrochen und die neue Kirche an der gleichen Stelle errichtet. Der Altar der alten Kirche kam nach dem Abriss in die neue Wendelinuskapelle. Leiter des Kirchenneubaus wurde der ab 1748 in Mönchberg amtierende Ortspfarrer Johann Philipp Janson († 1758) aus Ottersheim in der Pfalz, auf dessen Pläne auch die reichhaltige Ausmalung zurückgeht und dessen Porträt sich als Fresko über dem Chorbogen befindet. Mönchbergs Altbürgermeister Eduard Schmitt bezeichnete ihn 2001 als den „eigentlichen Schöpfer der Kirche“.
Die Gemeinde Mönchberg zählte 1748 560 Einwohner. Durch die Bewirtschaftung des der Gemeinde gehörenden Waldes war das Dorf wohlhabend, so dass der Finanzierung der neuen Kirche nichts im Wege stand. Das Genehmigungsverfahren wurde vom Schultheiß und dem erzbischöflichen Kammersekretariat in Aschaffenburg beim Erzbischof und Kurfürsten Johann Friedrich Karl von Ostein in Mainz in die Wege geleitet. Der Verkauf von Brennholz erbrachte 23.788,00 Gulden, was zur Finanzierung des Neubaus ausreichte. Der Baumeister Johann Martin Schmitt aus Miltenberg wurde schließlich nach dem Bau der Wendelinuskapelle auch mit dem Bau der neuen Kirche beauftragt, da man mit seinen Leistungen beim Bau der Kapelle sehr zufrieden war. Vor dem Baubeginn wurde das Baugelände freigeräumt, was innerhalb eines Tages von 5 Uhr morgens bis 19 Uhr abends durchgeführt wurde. Neben den Abbrucharbeiten musste auch eine Scheune versetzt werden, die Pfarrer Janson zu diesem Zweck kurzerhand mit Rollen unterbauen und wegziehen ließ. Der Baumeister koordinierte die Tätigkeiten von Maurern, Zimmerleuten und Dachdeckern. Ende 1749 konnte die Grundsteinlegung gefeiert werden. Der Grundstein befindet sich unterhalb der Kanzel. 1751 wurde die Kirche durch den Mainzer Weihbischof Christoph Nebel geweiht. 1755 wurde der Kreuzweg angebracht und die Stationen geweiht. Bis 1814 gehörte die Kirche zum Erzbistum Mainz.

## Situation im 21. Jahrhundert
Die Pfarrei ist heute Teil der Pfarreiengemeinschaft St. Wendelinus, zu der außerdem die Pfarreien St. Peter und Paul und St. Margareta in Röllbach und die Kuratie St. Johannes der Täufer und St. Johannes Evangelist im Ortsteil Schmachtenberg gehören.

## Architektur

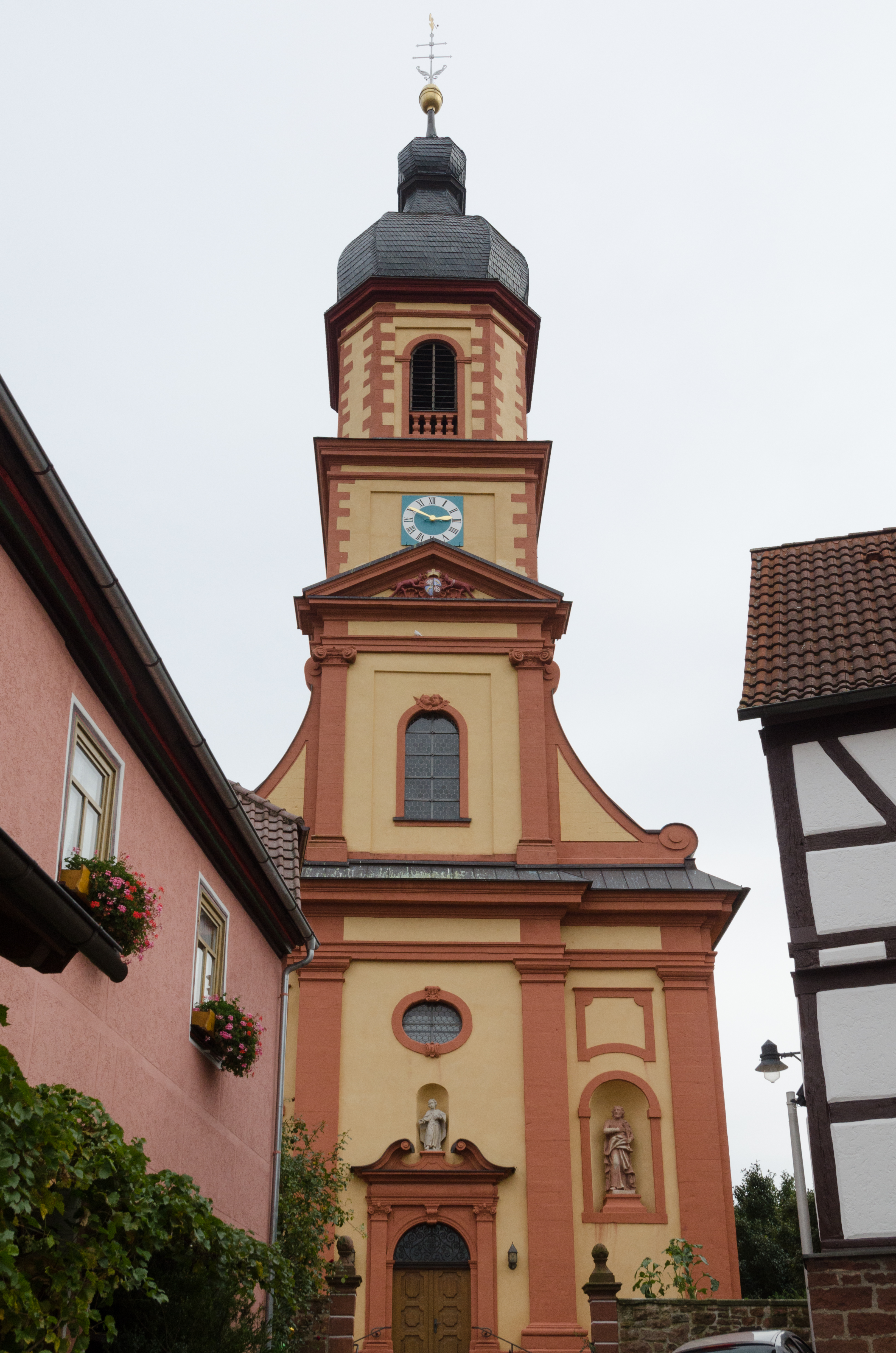
Hauptfassade

Die Form des Gewölbes wurde durch viertelkreisförmige Holzbalken, die auf dem oberen Gesims angebracht wurden, realisiert. Die gesamte Decke wurde mit Dachlatten und Schilfmatten verkleidet und dann verputzt. In der Mitte des Dachgeschosses liegt ein Unterzug in einem Querschnitt von 49/30 cm. An diesem sind die Dachbalken befestigt. Mit Pfosten, die als Zugband dienen, wurde die Decke an der tragenden Konstruktion des Daches aufgehängt. das für den Dachstuhl verwendete Holz aus dem Frankenwald wurde auf dem Main von Flößern transportiert. Das Langhaus besitzt ein Satteldach, das mit Schiefer gedeckt ist. Über dem achteckigen Chor ist das Dach abgewalmt. An der Westseite befinden sich zwei Emporen mit der Orgel von H. J. Hugo aus Aschaffenburg. Das Glockenhaus besitzt ein Kreuzgewölbe. Die 170 cm dicken Mauern des Glockenhauses tragen den 49 m hohen Kirchturm. Nördlich des Chors befindet sich die Sakristei, die 1994 neu erbaut wurde. Bei den ursprünglichen Bauarbeiten waren namhafte Handwerker aus Hardheim, Erbach, Wörth, Aschaffenburg, Mainz und Wiesenstein beteiligt.

## Einrichtung

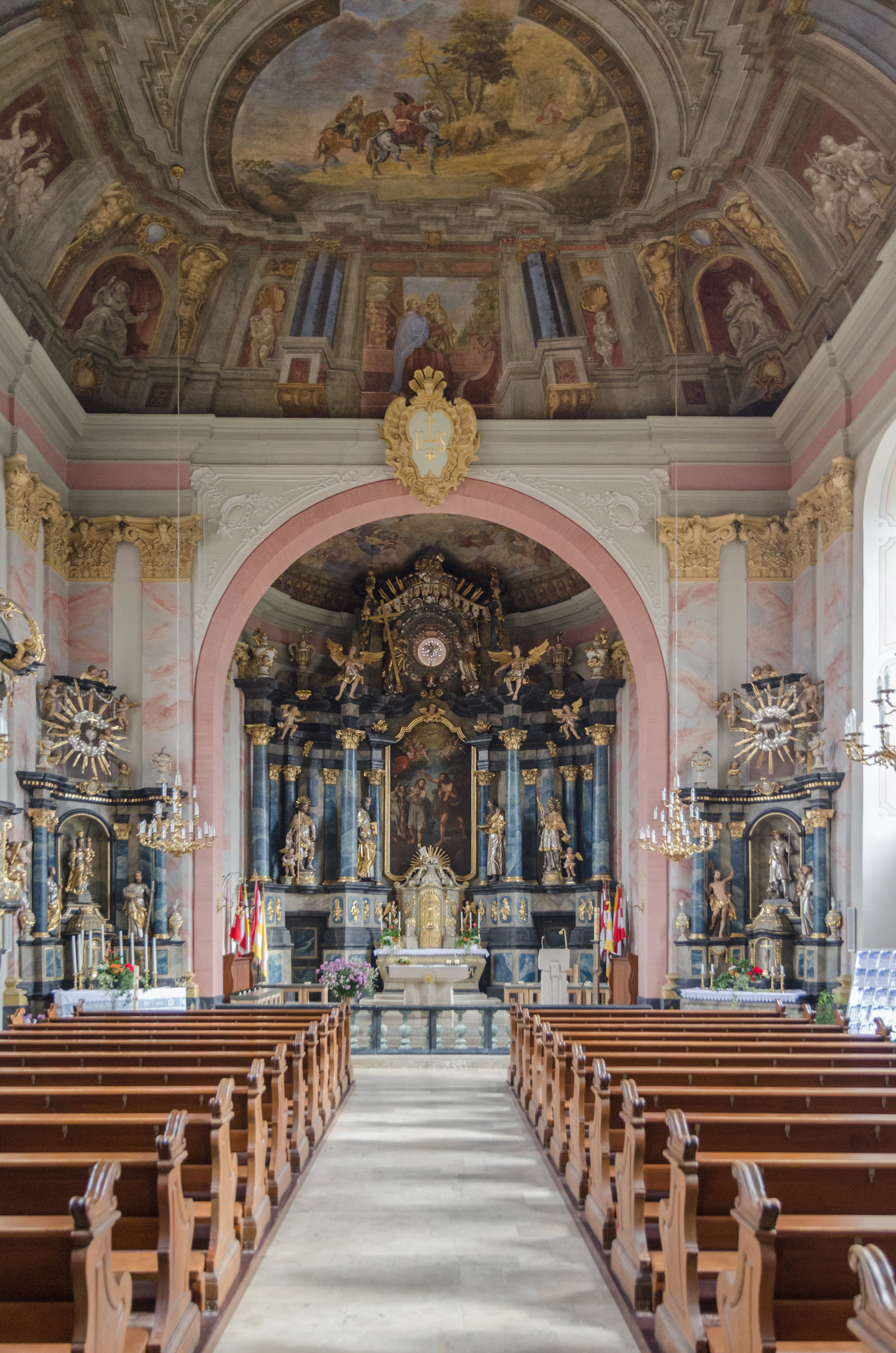
Innenansicht

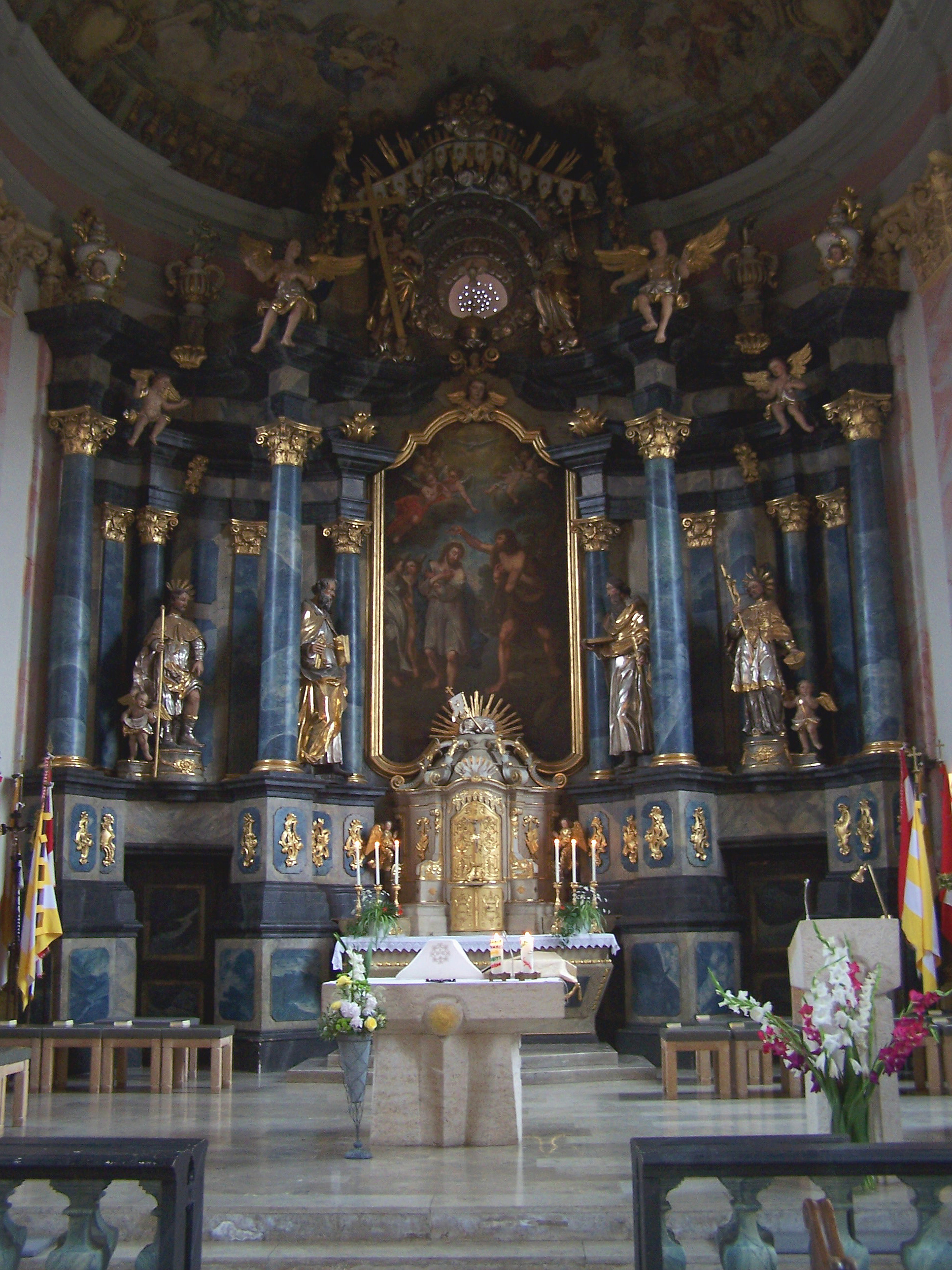
Hauptaltar

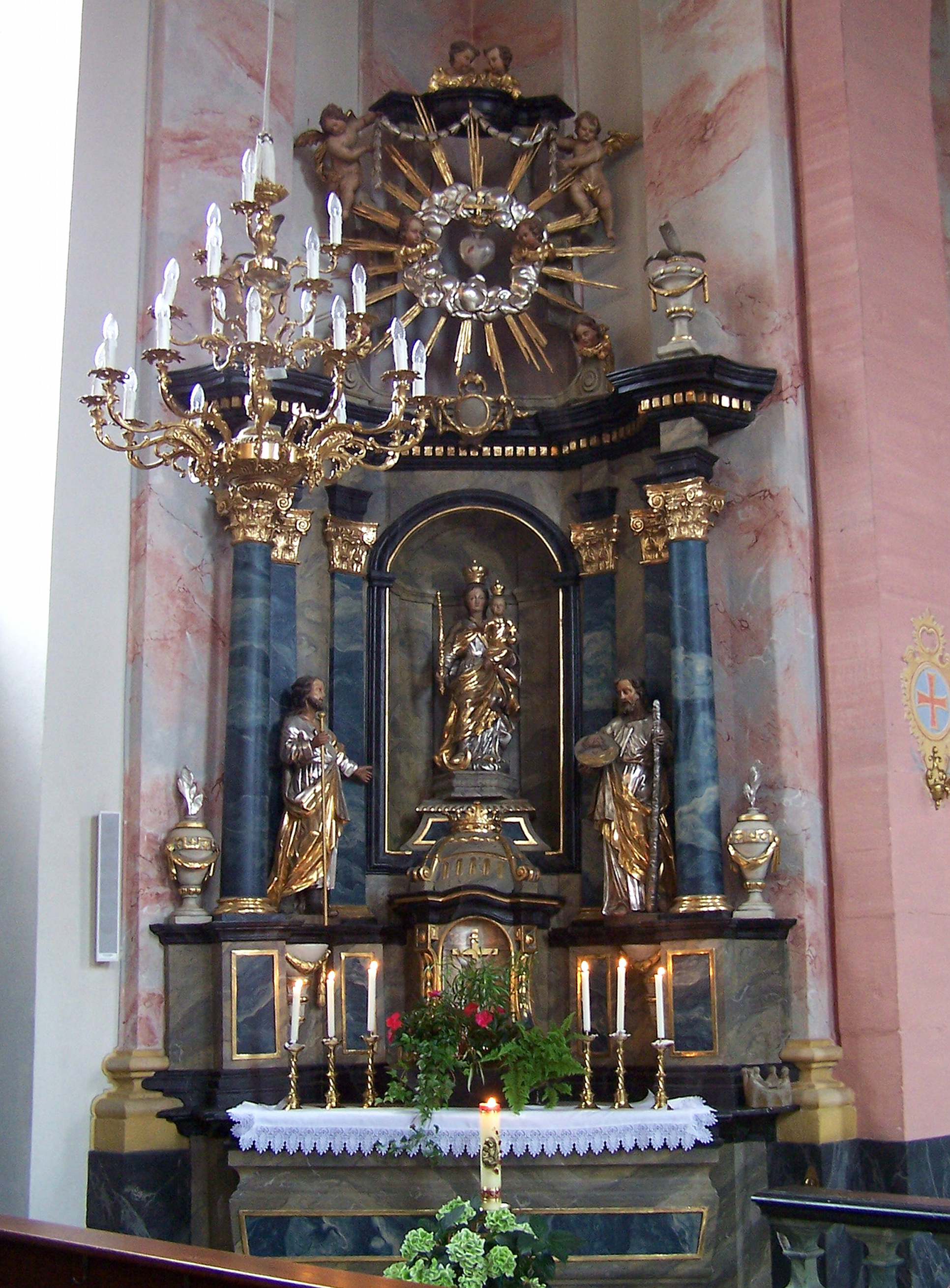
Marienaltar

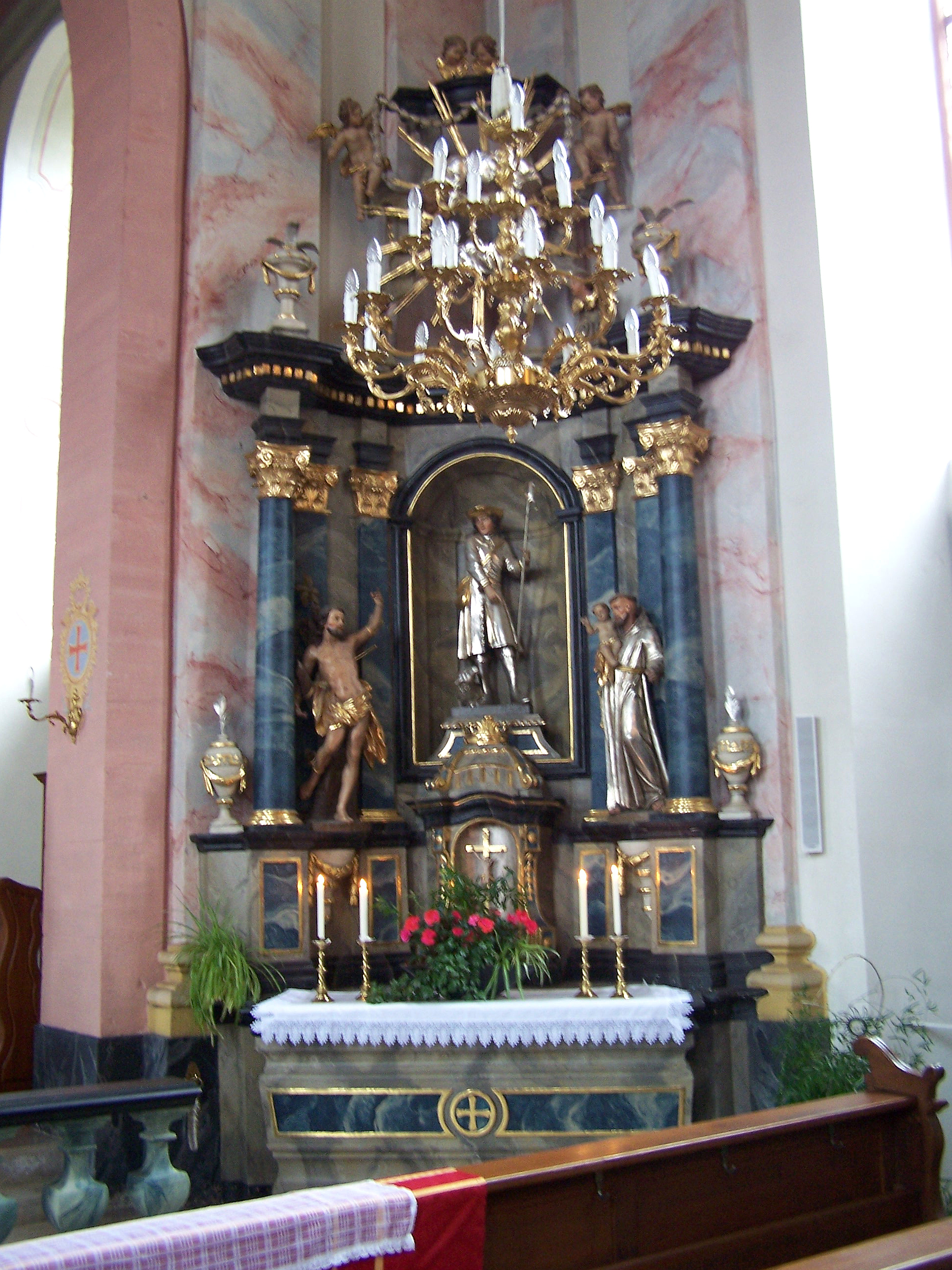
Wendelinusaltar

### Chorraum und Altar
Der von Johann Georg Dechent aus Wörth geschnitzte Hochaltar nimmt die ganze Breite des Chores ein. Das von Johann Conrad Bechtold gemalte Altarblatt mit einer Größe von 4 × 2 Metern stellt die Taufe Christi durch den Namenspatron der Kirche Johannes den Täufer dar. Seit 1751 wurde es in den Jahren 1919 und 1954 restauriert. Der dreiteilige Altar besitzt zwei seitliche Durchgänge und acht gerade Säulen auf hohen Sockeln. Der Tabernakel in der Mitte wurde 1899 von Ludwig Link aus Würzburg umgebaut. Die Leuchterbänke wurden erhöht, der Tabernakel mit verschließbaren Türen versehen und seitlich je ein anbetender Cherubim aufgestellt. In dem Rundfenster über dem Altarbild schwebt eine Darstellung des Heiligen Geistes. Zwischen den inneren Säulen stehen zwei 210 cm hohe Statuen des Hl. Petrus und des Hl. Paulus, die 1899 auf Veranlassung des Pfarrers Heim angeschafft wurden. Entstanden sind sie 1726 in der Bildhauerwerkstatt von Leonhard Gollwitzer aus Bamberg. Außerdem befinden sich zwischen den Säulen Darstellungen des Hl. Rochus und des Hl. Nepomuk, die der Miltenberger Bildhauer Nagel hergestellt hatte. Die beiden Seitenaltäre, Bildhauer Ernst Hofmann aus Aschaffenburg hergestellt, wurden 30 Jahre nach der Weihe aufgestellt. Der Marienaltar links ist (inzwischen) mit einer Tragfigur ausgestattet, die vor 1899 bei Prozessionen mitgeführt wurde. Vorher befand sich dort eine lebensgroße Pietà aus dem 17. Jahrhundert, die neben dem rechten Aufgang zur Empore aufgestellt wurde. Die Assistenzfiguren stellen den Hl. Judas Thaddäus und den Hl. Jakobus dar. Die Figuren des Wendelinusaltars stellen neben dem Hl. Wendelin den Hl. Sebastian und den Hl. Antonius dar.

### Kanzel, Gestühl, Kirchenschiffe
Die Kanzel mit Schalldeckel von Dechent aus Wörth stammt aus der Erbauerzeit der Kirche. Im Glockenhaus befindet sich der Grabstein der 1605 verstorbenen Katharina von Aulenbach. An der Decke über dem Hochaltar ist eine Muschelkartusche mit dem Namenszug von Jesus zu sehen. Die gesamte Kirchen- und Chordecke wurde auf Wunsch von Pfarrer Janson mit Fresken gestaltet, die der Maler Johann Conrad Bechtold (1698–1786) ausführte. Die Decke des Langhauses ist in drei Medaillons gegliedert, die Szenen aus dem Leben des Hl. Wendelin darstellen. Im Chorraum wird die Himmelfahrt des Namenspatrons Johannes dargestellt. Die vier Beichtstühle stammen von Dechent. Die Kreuzweg-Tafeln sind aus dem frühen 18. Jahrhundert. Die Wangen der Bänke im Langhaus sind im Original erhalten.

### Orgel
Die Orgel wurde 1899 von der Firma G. F. Steinmeyer aus Oettingen eingebaut, 1985 überholt und 1994 gereinigt. Sie besitzt 2 Manuale und 20 Register. Der Prospekt über der zweiten Empore stammt von der ersten Orgel von H. J. Hugo. Auf den oberen Gesimsen befinden sich musizierende Engel mit Harfe, Violine, Posaune und Flöte und ein weiterer Engel als Dirigent.

## Glocken
1778 wurden die drei Glocken der aufgelassenen Kirche St. Michaelis des bereits 1630 aufgegebenen Ortes Grubingen gekauft. Damals war die große Glocke der Mönchberger zersprungen. Mit den Glocken aus Grubingen hatten sie dann insgesamt sechs Glocken. Aus diesen ließen sie vier neue gießen, „von einem Glockengießer, der ein Franzose war und damals in Aschaffenburg wohnte“. Im Ersten und Zweiten Weltkrieg wurden 1917 und 1942 Glocken beschlagnahmt. Von den vier Glocken im Glockenturm sind drei erhalten. Die älteste heute noch vorhandene Glocke ist die Apostelglocke aus dem Jahre 1819, gegossen von Re. Bustelli in Aschaffenburg. Sie überstand den Zweiten Weltkrieg auf einem Lagerplatz und kehrte 1947 wieder zurück. Im Jahr 1926 ließ die Gemeinde von der Firma Klaus aus Heidingsfeld eine neue Josefsglocke, die Taufglocke, gießen. Diese blieb im Zweiten Weltkrieg erhalten. Nach dem Zweiten Weltkrieg erhielt die Kirche im Jahr 1952 zwei Glocken aus Bronze von der Glockengießerei Otto aus Bremen-Hemelingen.
| Nr. | Gussjahr/Gießer                   | Name                    | Masse in kg | Schlagton | Inschrift |
| --- | --------------------------------- | ----------------------- | ----------- | --------- | --- |
| 1   | 1952 Otto, Hemelingen             | St. Johannes der Täufer | 1 400       | es′       | Nos templumque Dei coserva sancte Johannes tua ad Coelum fac veniamus ope. / Nach Krieg und Leid in schwerer Zeit bin ich zu neuem Klang erstanden. |
| 2   | 1819 Re. Bustelli, Aschaffenburg  | St. Peter und Paul      | 0630        | ges′      | |
| 3   | 1952 Otto, Hemelingen             | St. Maria               | 0560        | as′       | O clemens, o pia, o dulcis virgo Maria, Immaculata in coelum assumpta. / Maria mit dem Kinde lieb, uns allen deinen Segen gib.                      |
| 4   | 1926 Gebrüder Klaus, Heidingsfeld | St. Josef               | 0400        | b′        | |

Das Gesamtgewicht aller vier Glocken beträgt 2 990 kg, sie läuten im Präfations-Motiv.